# Rémi Desbonnet
Rémi Desbonnet (født 28. februar 1992) er en fransk håndboldspiller for Montpellier Handball og det franske landshold.